# Сорин Гриндяну
Сорин Гриндяну (на румънски: Sorin Grindeanu) е румънски политик, бивш министър-председател на Румъния от 4 януари 2017 до 29 юни 2017 г.

## Биография
Гриндяну е роден на 5 декември 1973 г. в Карансебеш, Румъния